# Богачук, Александр Теофилович
Александр Теофилович Богачук (18 декабря 1933 — 18 мая 1994) — советский и украинский поэт, журналист. В антологию украинской поэзии Александр Богачук вошёл наряду с Дмитрием Павлычко, Борисом Олейником, Николаем Негодой, Леонидом Кулишом, Павлом Глазовым, Линой Костенко, Николаем Сингаевским.

## Биография
Родился в волынском селе Сокол. Дед и отец его были сельскими кузнецами. Дед был настоящим мастером и молота, и смычка. Днём он работал тяжелым кузнечным инструментом, а вечером брал в руки скрипку. После войны, окончив в Луцке среднюю школу рабочей молодёжи, Богачук поступил на историко-филологический факультет Луцкого педагогического института имени Леси Украинки. В институте активно участвовал в литературной жизни, начал публиковать стихи. В 1958 году, в год окончания института, вышел его первый поэтический сборник «Незабываемое». Эту книгу довольно благожелательно встретила критика. Через год вышел второй сборник поэта «Сентябрьский гром», который, по мнению критика Степана Крижановского, стал событием в украинской литературе.
После окончания института Богачук несколько лет работал в районной газете. Работал также в газете «Советская Волынь». В ходе своей работы часто встречался с людьми, познавал жизнь со всех её сторон. Уже позже, работая старшим редактором областного управления по делам прессы Александр Богачук выдал третий, небольшой по объёму, но весомый по содержанию поэтический сборник с категорическим императивом в названии «Нет!».
Впоследствии одна за другой появились на свет книги: «Зелёное руно», «Золотая женщина», «Крик пепла», «Стон земли». Гонорар за последнюю Александр Богачук и художник Леонид Хведчук, который иллюстрировал книгу, перечислили в Фонд Мира. В 1984 году вышел песенный сборник — «Свети мне, Днепр». В этом же году автор издал сборник стихов «Горн».
В декабре 1985 года Александр Богачук переехал на работу в Ровно, где возглавил новосозданную Ровенскую областную организацию Союза писателей УССР. В 1988 году вышел последний сборник поэта «Цвет росы». 18 мая 1994 года Александр Теофилович умер в Луцке, оставив после себя большое поэтическое наследие. Похоронен на местном кладбище в Луцке.

## Память
2 ноября 2003 года, накануне 70-й годовщины со дня его рождения в родном селе поэта по инициативе общины был установлен памятник. В Луцке на стене дома № 8 по проспекту Воли, где некогда жил поэт, установлен памятный знак, и в честь писателя назвали одну из улиц города. 1 июня 2013 года вступило в силу решение городского совета Луцка о переименовании улицы Щорса в улицу Александра Богачука.

## Творчество
Александр Богачук оставил богатое литературное наследие с широким жанрово-тематическим диапазоном: стихи-размышления, стихи-воспоминания, философские миниатюры, стихи-реквиемы, публицистические стихи, песни-думы, нежные лирические акварели, брызги-импровизации, стихи-предостережения, юмористические стихи, стихи-завещания, поэмы.
Строки его поэзии высечены на гранитных плитах мемориала в Кортелесах, на других памятниках.
Десятки мелодий на слова Александра Богачука создали известные композиторы Г. И. Майборода, А. А. Горчинский, В. Н. Верменич, А. М. Пашкевич, Г. А. Мирецкий. Такие песни, как «Тишина вокруг», «Розы на перроне», «Иду я росами», «Дымит туман», «Тихо падает цвет», «Щедрик», «Журавли», «Моя семья — Украина», «Спой мне, мама моя» и многие другие апробированные широким кругом исполнителей. Сила его поэтического слова прежде всего в эмоциональной правдивости. Александр Богачук был поэтом высокого гражданского звучания. Умел быть как нежным лириком, так и сосредоточенно строгим рассказчиком, у него была своя самобытная творческая манера. Всегда помнил о своём высоком призвании и нёс ответственность за время, в котором жил и работал, верно придерживался общечеловеческих идеалов.

## Произведения
- «Незабутнє» (1958);
- «Вересневий грім» (1959);
- «Золота жінка» (1976) — сатирическое произведение;
- «Зелене руно» (1976);
- «Крик попелу» (1978);
- «Стогін землі» (1983);
- «Світи мені, Дніпре» (1984) — песенный сборник;
- «Цвіт роси» (1988);
- «А час не жде» (2003) — посмертный сборник, изданный женой поэта, Неонилой Богачук.